# Park Byung-chul
Park Byung-chul (* 9. Dezember 1972 in Gunsan) ist ein ehemaliger südkoreanischer Skilangläufer.

## Werdegang
Park startete international erstmals bei den Winter-Asienspielen 1990 in Sapporo. Dort gewann er die Silbermedaille mit der Staffel. Im folgenden Jahr errang er bei den nordischen Skiweltmeisterschaften im Val di Fiemme den 76. Platz über 10 km klassisch und den 65. Platz über 15 km Freistil. Bei den Olympischen Winterspielen 1992 in Albertville belegte er den 55. Platz über 30 km klassisch, den 51. Rang in der Verfolgung und den 40. Platz über 10 km klassisch. Mit Staffel kam er dort auf den 15. Platz. Im folgenden Jahr lief er bei den nordischen Skiweltmeisterschaften in Falun auf den 83. Platz über 10 km klassisch, auf den 72. Rang in der anschließenden Verfolgung und auf den 69. Platz über 30 km klassisch. Bei den Olympischen Winterspielen 1994 in Lillehammer belegte er den 77. Platz über 10 km klassisch, den 65. Rang im Verfolgungsrennen und den 56. Platz über 30 km Freistil. In der Saison 1994/95 errang er bei den nordischen Skiweltmeisterschaften 1995 in Thunder Bay den 58. Platz über 10 km klassisch und den 37. Platz in der Verfolgung und bei der Winter-Universiade 1995 in Candanchú den achten Platz über 15 km klassisch und den siebten Platz über 30 km Freistil. Der 37. Platz in der Verfolgung war zugleich seine beste Platzierung im Skilanglauf-Weltcup. Im Februar 1996 gewann er bei den Winter-Asienspielen in Harbin die Bronzemedaille über 10 km klassisch und wurde zudem Neunter im Lauf über 15 km Freistil. In der Saison 1996/97 lief er bei den nordischen Skiweltmeisterschaften 1997 in Trondheim auf den 78. Platz über 10 km klassisch, auf den 54. Rang in der Verfolgung und auf den 43. Platz über 30 km Freistil und bei der Winter-Universiade 1997 in Muju auf den 31. Platz über 15 km klassisch und auf den 21. Rang über 30 km Freistil. Bei den Olympischen Winterspielen 1998 in Nagano kam er auf den 55. Platz über 30 km klassisch, auf den 53. Rang über 10 km klassisch und auf den 20. Platz mit der Staffel. Seinen letzten internationalen Rennen absolvierte er bei den Winter-Asienspielen 1999 in Gangwon. Dort gewann er mit der Staffel die Bronzemedaille. In den Einzelrennen über 15 km klassisch und 30 km Freistil wurde er jeweils Achter.

## Teilnahmen an Weltmeisterschaften und Olympischen Winterspielen

### Olympische Spiele
- 1992 Albertville: 15. Platz Staffel, 40. Platz 10 km klassisch, 51. Platz 15 km Verfolgung Freistil, 55. Platz 30 km klassisch
- 1994 Lillehammer: 56. Platz 30 km Freistil, 65. Platz 15 km Verfolgung Freistil, 77. Platz 10 km klassisch
- 1998 Nagano: 20. Platz Staffel, 53. Platz 10 km klassisch, 55. Platz 30 km klassisch

### Nordische Skiweltmeisterschaften
- 1991 Val di Fiemme: 65. Platz 15 km Freistil, 76. Platz 10 km klassisch
- 1993 Falun: 69. Platz 30 km klassisch, 72. Platz 15 km Verfolgung Freistil, 83. Platz 10 km klassisch
- 1995 Thunder Bay: 37. Platz 15 km Verfolgung Freistil, 58. Platz 10 km klassisch
- 1997 Trondheim: 43. Platz 30 km Freistil, 54. Platz 15 km Verfolgung Freistil, 78. Platz 10 km klassisch